# Maserati Ghibli (1992)
El Maserati Ghibli II es un automóvil deportivo fabricado por la compañía italiana Maserati entre 1992 y 1998. Sólo comparte el nombre con el Ghibli de 1967, sin ser una evolución ni una segunda generación del mismo. Para diferenciar entre ambos modelos, en ocasiones se hace referencia al más actual como Maserati Ghibli II, pero oficialmente, Maserati ha empleado la misma denominación, al igual que Mercedes-Benz con sus distintos 190.

## Historia
Este automóvil resultó ser la última evolución del Maserati Biturbo, basada en la versión coupé del mismo, con el objetivo de renovar su imagen. El frontal mostraba el restyling llevado a cabo en 1990, pero con unos faros aún más suaves, mientras que la trasera recordaba al Maserati Shamal. 

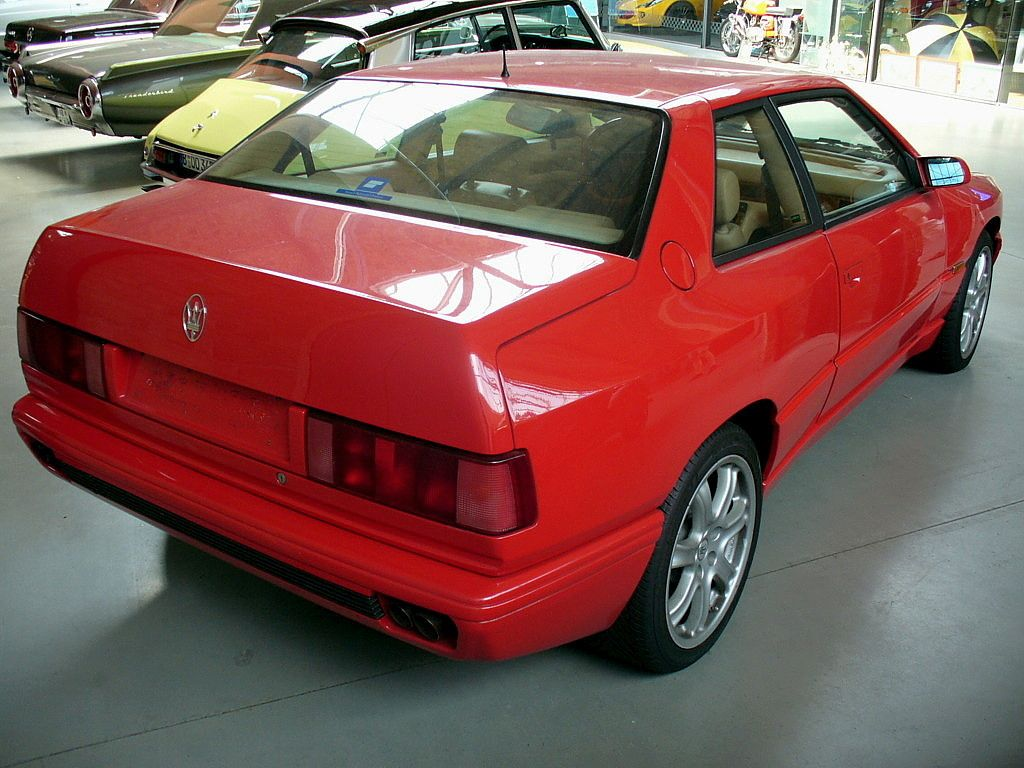
Vista posterior de un Maserati Ghibli biturbo.

El pequeño motor, con un cubicaje inferior a los dos litros, rendía unos impresionantes 306 CV (225 kilovatios). La razón que llevó a la creación de este motor fue la elevada carga impositiva aplicada en Italia a los motores de más de 2000 centímetros cúbicos. Añadido a un cambio Getrag de 6 velocidades y junto a un contenido peso de 1295 kg (2855 libras) se obtenía un vehículo ágil y rápido. En 1993 se le dotó de frenos ABS, y un par de años después, de un nuevo diferencial. Su producción se detuvo en 1997.
Existía también una versión con un motor de mayor desplazamiento de 2790 cc, con cambio manual de cinco velocidades o automático de cuatro. Esta versión fue eminentemente destinada a la exportación, resultando menos deportiva, pues a un mayor peso se sumaba una potencia menor que la de su hermano, tan sólo 284 CV (209 kilovatios). En 1995 se sustituyó el cambio manual por un Getrag de seis velocidades.
Se construyeron en total 1157 y 1063 unidades de las dos versiones, siendo su sucesor el Maserati 3200 GT desde 1998.